# La Chapelle-Saint-Florent
La Chapelle-Saint-Florent és un municipi francès situat al departament de Maine i Loira i a la regió de País del Loira. L'any 2007 tenia 1.122 habitants.

## Demografia

### Població
El 2007 la població de fet de La Chapelle-Saint-Florent era de 1.122 persones. Hi havia 450 famílies de les quals 120 eren unipersonals (62 homes vivint sols i 58 dones vivint soles), 132 parelles sense fills, 161 parelles amb fills i 37 famílies monoparentals amb fills.
La població ha evolucionat segons el següent gràfic:
Habitants censats

### Habitatges
El 2007 hi havia 506 habitatges, 451 eren l'habitatge principal de la família, 18 eren segones residències i 37 estaven desocupats. 455 eren cases i 45 eren apartaments. Dels 451 habitatges principals, 310 estaven ocupats pels seus propietaris, 136 estaven llogats i ocupats pels llogaters i 5 estaven cedits a títol gratuït; 13 tenien una cambra, 45 en tenien dues, 56 en tenien tres, 89 en tenien quatre i 248 en tenien cinc o més. 338 habitatges disposaven pel capbaix d'una plaça de pàrquing. A 212 habitatges hi havia un automòbil i a 184 n'hi havia dos o més.

### Piràmide de població
La piràmide de població per edats i sexe el 2009 era:
| Homes | Edats   | Dones |
| ----- | ------- | ----- |
| 0     | 95 o +  | 0     |
| 0     | 90 a 94 | 0     |
| 0     | 85 a 89 | 8     |
| 8     | 80 a 84 | 24    |
| 12    | 75 a 79 | 24    |
| 36    | 70 a 74 | 24    |
| 28    | 65 a 69 | 20    |
| 20    | 60 a 64 | 40    |
| 44    | 55 a 59 | 28    |
| 40    | 50 a 54 | 44    |
| 20    | 45 a 49 | 16    |
| 52    | 40 a 44 | 48    |
| 28    | 35 a 39 | 32    |
| 48    | 30 a 34 | 36    |
| 28    | 25 a 29 | 32    |
| 36    | 20 a 24 | 36    |
| 60    | 15 a 19 | 16    |
| 24    | 10 a 14 | 48    |
| 44    | 5 a 9   | 20    |
| 32    | 0 a 4   | 36    |

## Economia
El 2007 la població en edat de treballar era de 690 persones, 523 eren actives i 167 eren inactives. De les 523 persones actives 471 estaven ocupades (275 homes i 196 dones) i 54 estaven aturades (22 homes i 32 dones). De les 167 persones inactives 68 estaven jubilades, 41 estaven estudiant i 58 estaven classificades com a «altres inactius».

### Ingressos
El 2009 a La Chapelle-Saint-Florent hi havia 493 unitats fiscals que integraven 1.237,5 persones, la mediana anual d'ingressos fiscals per persona era de 15.577 €.

### Activitats econòmiques
Dels 32 establiments que hi havia el 2007, 1 era d'una empresa alimentària, 1 d'una empresa de fabricació d'altres productes industrials, 8 d'empreses de construcció, 9 d'empreses de comerç i reparació d'automòbils, 1 d'una empresa de transport, 2 d'empreses d'hostatgeria i restauració, 2 d'empreses immobiliàries, 5 d'empreses de serveis, 1 d'una entitat de l'administració pública i 2 d'empreses classificades com a «altres activitats de serveis».
Dels 10 establiments de servei als particulars que hi havia el 2009, 1 era un taller de reparació d'automòbils i de material agrícola, 1 paleta, 2 guixaires pintors, 2 fusteries, 2 lampisteries, 1 perruqueria i 1 restaurant.
Dels 2 establiments comercials que hi havia el 2009, 1 era una botiga de menys de 120 m² i 1 una fleca.
L'any 2000 a La Chapelle-Saint-Florent hi havia 39 explotacions agrícoles que ocupaven un total de 1.176 hectàrees.

## Equipaments sanitaris i escolars
El 2009 hi havia una escola elemental.

## Poblacions més properes
El següent diagrama mostra les poblacions més properes.